# Treron
Treron je rod zeleně zbarvených ptáků z čeledi holubovitých, obývajících stromy v různých lesních biotopech, převážně v Asii a Africe.
Většina druhů z rodu Treron vykazuje pohlavní dimorfismus podle odlišně zbarveného opeření v závislosti na pohlaví.

## Druhy
Rod Treron zahrnuje celkem 30 druhů:
- Holub papouščí (Treron vernans)
- Holub skořicovohlavý (Treron fulvicollis)
- Holub hnědoramenný (Treron olax)
- Holub páskovaný (Treron bicinctus)
- Superdruh holub pompadour:[pozn. 1]
  - Holub pompadour (Treron pompadora)
  - Treron affinis
  - Treron phayrei
  - Treron chloropterus
  - Treron axillaris
  - Treron aromaticus
- Holub jihoasijský (Treron curvirostra)[pozn. 2]
- Holub škraboškový (Treron griseicauda)
- Holub sumbský (Treron teysmannii)
- Holub floreský (Treron floris)
- Holub semauský (Treron psittaceus)
- Holub zelenošedý (Treron capellei)
- Holub fialovoramenný (Treron phoenicopterus)
- Holub zelený (Treron waalia)
- Holub mohelský (Treron australis)
- Treron griveaudi
- Holub africký (Treron calvus)
- Holub pembský (Treron pembaensis)
- Holub svatotomášský (Treron sanctithomae)
- Holub ostroocasý (Treron apicauda)
- Holub žlutořitý (Treron oxyurus)
- Holub Seimundův (Treron seimundi)
- Holub klínoocasý (Treron sphenurus)
- Holub japonský (Treron sieboldii)
- Treron permagnus
- Holub tchajwanský (Treron formosae)

## Chování a strava
Holubovití z rodu Treron žijí obvykle ve skupinách, ale mohou se vyskytovat i v párech.
Tito ptáci žijí rádi ve volné přírodě, daleko od lidí, v současné době[kdy?] však byli pozorováni i na okrajích měst a obcí společně s lidmi.
Zelené zbarvení těchto ptáků je způsobeno karotenoidy v jejich potravě, stávající z různých druhů ovoce, ořechů, (a)nebo semen.

## Hnízdění
Hnízdo je tvořeno větvičkami, a malými větvemi, podobně jako u jiných holubovitých ptáků.
Budují si ho ve výšce 3,7 až 6,1 m na stromech, které svým zbarvením splývají s hnízdem.
Vejce snáší obvykle po 4 až 5 dní od vybudování hnízda, přičemž mláďata se vylíhnou za 15 až 17 dní.
Po vylíhnutí jsou mláďata krmena samcem i samicí.

## Etymologie
Název rodu Treron pochází od starořeckého slova trērōn, které může označovat holuba, i hrdličku.